# Gary Dourdan
Gary Dourdan, nome artístico de Gary Robert Durdin (Filadélfia, 11 de dezembro de 1966), é um ator norte-americano de ascendência haitiana.

## Realizações
O papel mais conhecido é o investigador Warrick Brown na série CSI: Crime Scene Investigation, do canal CBS e transmitida no Brasil pelo canal Sony (por assinatura).

## Filmografia

### Cinema
- 2021 - O resgate: O dia da redenção - Brad Paxton
- 2011 - Pulando a Vassoura - Chef McKenna
- 2008 - Batman: Gotham Knight - Crispus Allen
- 2007 - A Estranha Perfeita - Cameron
- 2002 - Impostor - Capitão Burke
- 1997 - Alien: A Ressurreição - Gary Christie (ou Cristie)
- 1996 - Sunset Park - Cara com dreadlock
- 1994 - O Jornal ....Copy Guy
- 1993 - Um Morto Muito Louco 2 - Cartel Man #2

### Televisão
- 2000 á 2008 - CSI: Crime Scene Investigation - Warrick Brown